# Garcia de Médici
Garcia de Médici (em italiano: Garzia de' Medici; Florença, (5 de julho de 1547 – Pisa, 6 de dezembro de 1562) era filho de Cosme I de Médici, Grão-Duque da Toscana e de sua esposa Leonor de Toledo.

## Primeiros anos

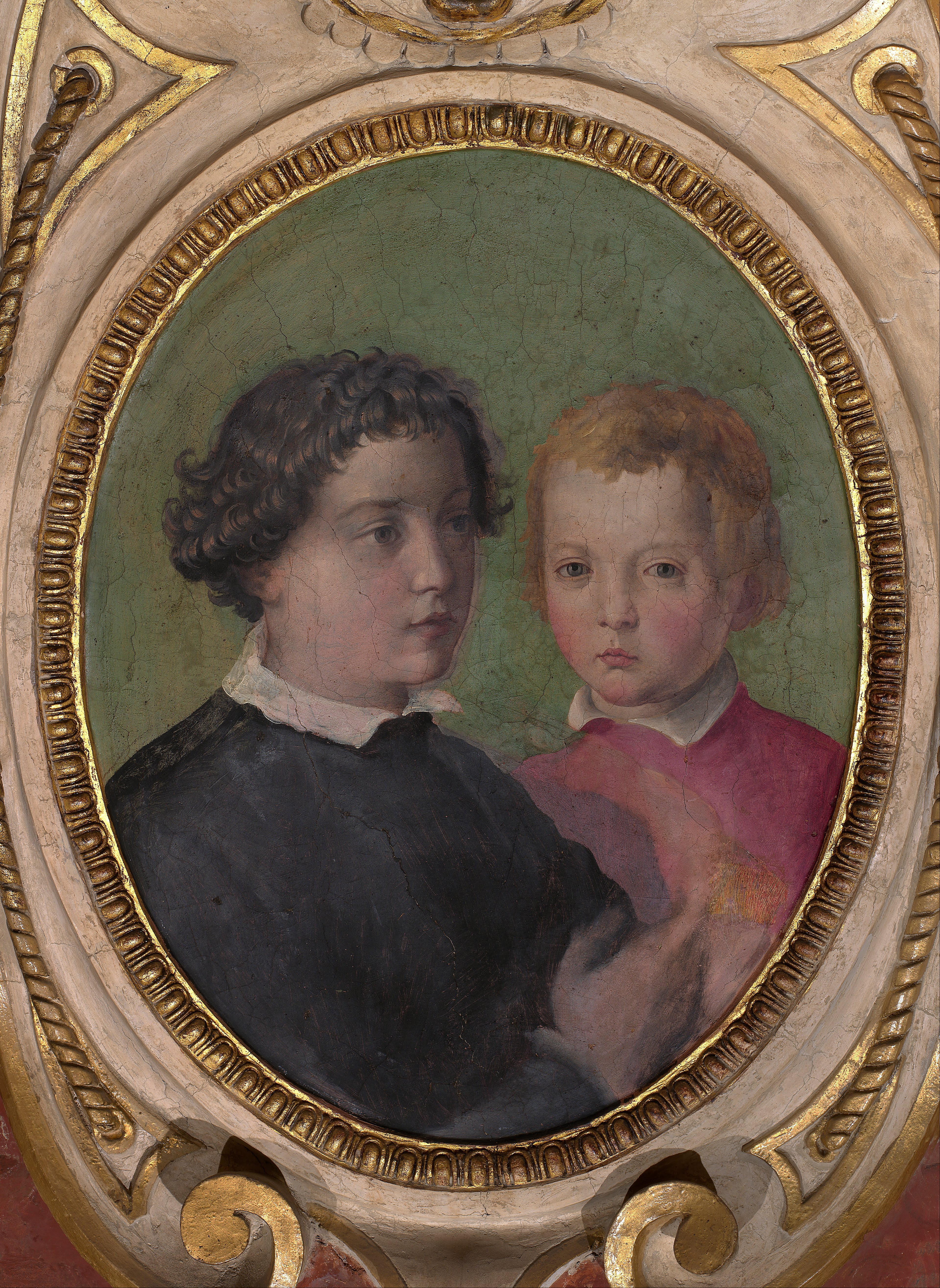
Garcia (à direita) com o seu irmão João.

Ele era filho do duque Cosme I de Médici com sua esposa Leonor de Toledo. Seus pais o haviam incentivado a entrar para a Marinha e, aos 13 anos já havia sido nomeado Comandante honorário da Marinha Toscana.

## Morte
Em 1562, Garcia acompanhou seu pai, mãe e seus irmãos João e Fernando, até a costa da Toscana, para embarcar para a Espanha, onde morava o seu irmão mais velho Francisco I de Médici. Mas sua mãe, Leonor, e os meninos contraíram malária e, com exceção de Fernando, morreram em poucas semanas, para grande desgosto do duque, que perdeu dois filhos e sua amada esposa.
Houve especulações que a família havia sido envenenada; Entretanto várias fontes confirmaram, no entanto, que durante o período houve uma violenta epidemia de malária.

## Genealogia
| Garcia de Médici | Pai: Cosme I de Médici | Avô paterno: João de Médici                   | Bisavô paterno: Giovani de Médici          |
| Garcia de Médici | Pai: Cosme I de Médici | Avô paterno: João de Médici                   | Bisavó paterna: Catarina Sforza            |
| Garcia de Médici | Pai: Cosme I de Médici | Avó paterna: Maria Salviati                   | Bisavô paterno: Jacobo Salviati            |
| Garcia de Médici | Pai: Cosme I de Médici | Avó paterna: Maria Salviati                   | Bisavó paterna: Lucrécia de Médici         |
| Garcia de Médici | Mãe: Leonor de Toledo  | Avô materno: Pedro Álvarez de Toledo e Zúñiga | Bisavô materno: Fadrique Álvarez de Toledo |
| Garcia de Médici | Mãe: Leonor de Toledo  | Avô materno: Pedro Álvarez de Toledo e Zúñiga | Bisavó materna: Isabel de Zúñiga           |
| Garcia de Médici | Mãe: Leonor de Toledo  | Avó materna: Maria Osorio Pimentel            | Bisavô materno: Luís Pimentel              |
| Garcia de Médici | Mãe: Leonor de Toledo  | Avó materna: Maria Osorio Pimentel            | Bisavó materna: Joana Osorio               |